# Lillian Gish

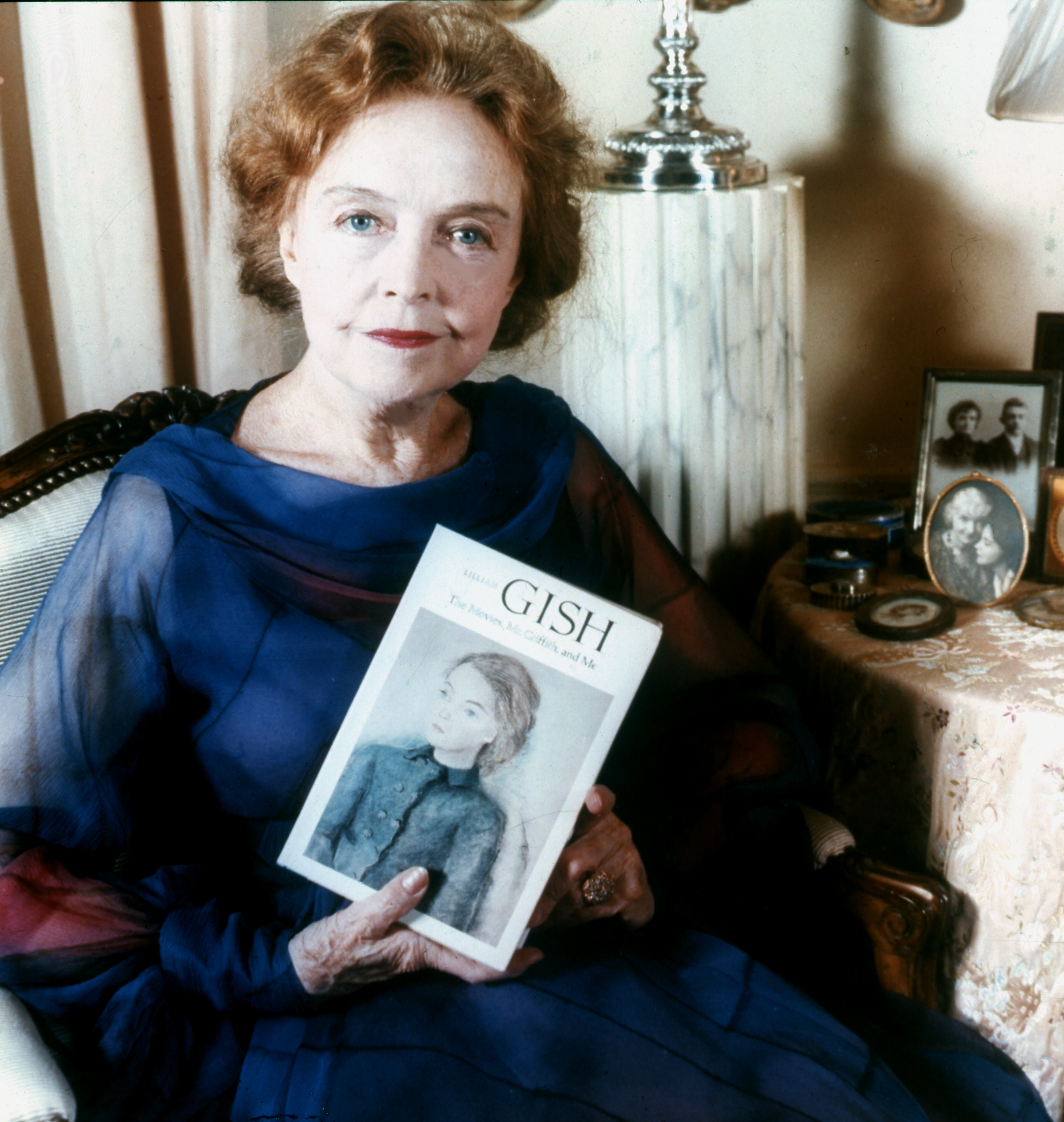
Lillian Gish (1973)

Lillian Diana Gish (eigentl. de Guiche, * 14. Oktober 1893 in Springfield, Ohio; † 27. Februar 1993 in New York) war eine US-amerikanische Schauspielerin. Ihre Filmkarriere dauerte von 1912 bis 1987. Sie war einer der größten weiblichen Stars der Stummfilmära Hollywoods, wo sie durch ihre lange Zusammenarbeit mit D. W. Griffith bei Filmen wie Die Geburt einer Nation bekannt wurde. Gish wurde auf der Oscarverleihung 1971 mit einem Ehrenoscar ausgezeichnet. Als einer der ersten Filmstars erkannte sie die Unterschiede zwischen Film- und Theaterschauspiel und pflegte eine im frühen Film ungewöhnlich natürliche und subtile Darstellungskunst.

## Leben

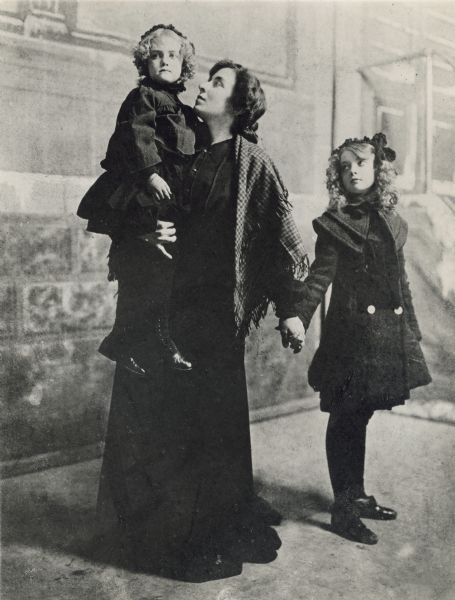
Mary Gish mit ihren beiden Töchtern in den frühen 1900er Jahren

Lillian Gish stand zum ersten Mal 1902 im Alter von neun Jahren im Theater auf der Bühne. Gemeinsam mit ihrer Mutter Mary McConnell Gish (1876–1948) und ihrer Schwester Dorothy ging sie auf Amerika-Tournee und landete 1905 in New York. Um der ständigen Armut zu entrinnen, versuchten die Schwestern als Teenager, unterstützt von der Mutter, im noch jungen Filmgeschäft Fuß zu fassen. Der Vater war Alkoholiker und hatte die Familie verlassen.
1912 sprachen sie bei der Biograph Company bei David Wark Griffith vor, der von ihrem intensiven Spiel derart beeindruckt war, dass er sie sogleich für seinen nächsten Film besetzte. Gish drehte insgesamt 25 Filme für Biograph, die sie neben Mary Pickford zu einem der größten weiblichen Stummfilmstars machten. Zu ihren wichtigsten Auftritten unter der Regie Griffiths zählen ihre Rollen in Die Geburt einer Nation, Gebrochene Blüten, True Heart Susie, Weit im Osten und Zwei Waisen im Sturm. In Intoleranz war Gish in der Nebenrolle der Ewigen Mutter zu sehen. Nach Beendigung ihrer Zusammenarbeit mit Griffith produzierte Gish zunächst selbst zwei Filme und wechselte 1925 zur neu formierten MGM. Sie galt als der wichtigste Star des Studios, noch vor Marion Davies. Das Prestige zeigte sich auch in dem großen finanziellen Aufwand, mit dem ihre Filme produziert wurden. Gish wurde auf dem Höhepunkt ihres Erfolges auch als The First Lady of American Cinema bezeichnet. Zudem erwies sich Gish als bedeutende Pionierin der Filmschauspielerei:

„Lilian Gish war die erste wirkliche Schauspielerin der Filmindustrie. Als Pionierin von fundamentalen Filmschauspiel-Techniken war sie der erste Star, der die vielen ausschlaggebenden Unterschiede zwischen Schauspiel für das Theater und Schauspiel für die Leinwand erkannt hatte; und während ihre Kollegen ihre Darstellungen mit ausschweifenden, dramatischen Schüben vorbrachten, lieferte Gish fein radierte, nuancierte Darbietungen, die eine beeindruckende emotionale Wirkung mit sich brachten. (…) Ihre scheinbar elfenhafte Fragilität verbarg ungesehene Reserven von körperlicher und geistiger Kraft; mehr als jeder andere frühe Star kämpfte sie darum, dem Film Anerkennung als wahre Kunstform zu bringen und ihre Errungenschaften wurden der Standard, gegen den alle anderen Schauspieler gemessen werden.“

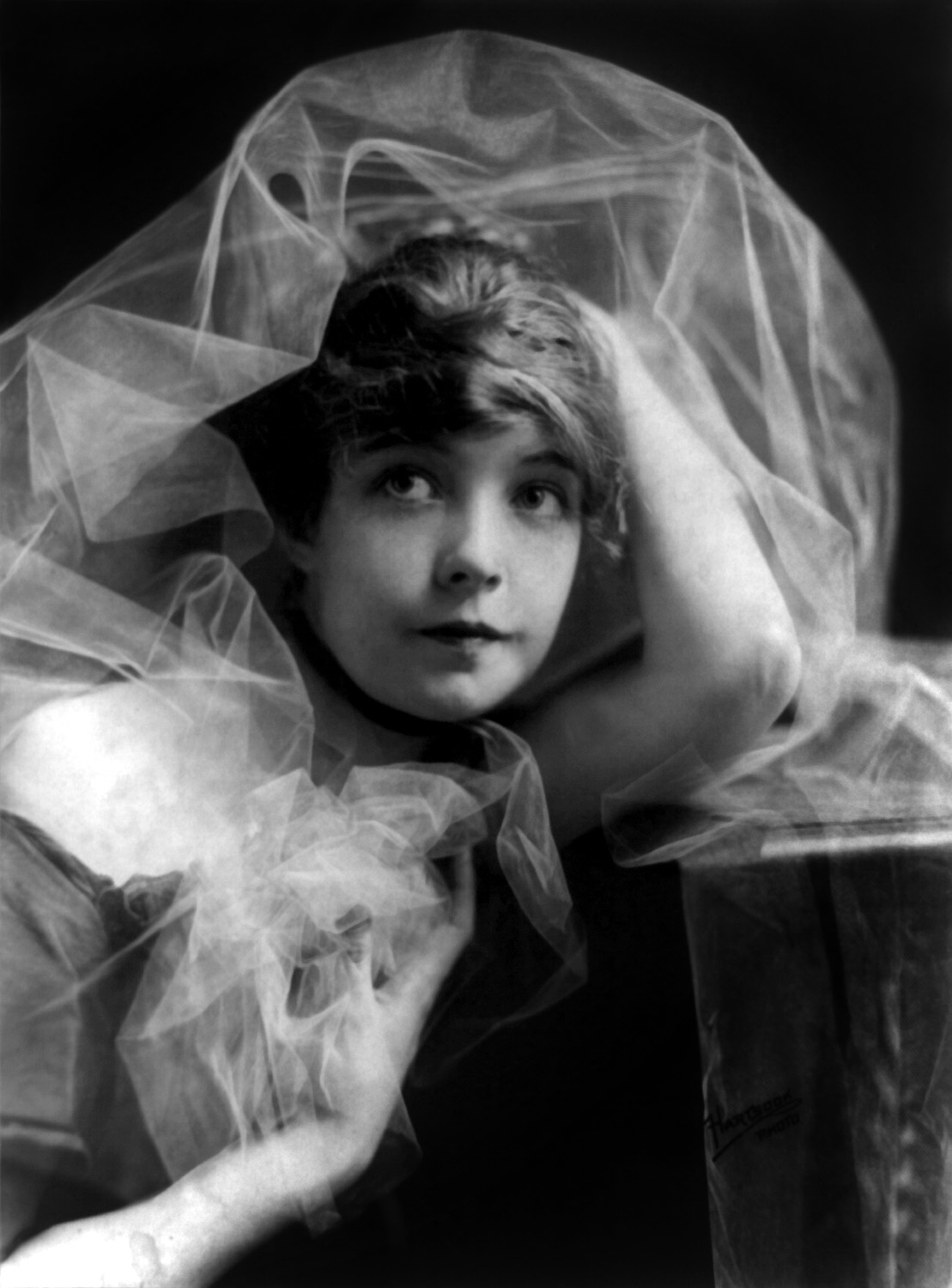
Lillian Gish (1915)

1920 wurde ihre einzige Regiearbeit Remodeling Her Husband veröffentlicht. Gish war auch maßgeblich am Drehbuch beteiligt. Der Film gilt als verschollen. Anfang der 1920er Jahre erfolgten ihre letzten Arbeiten mit Griffith und anschließend arbeitete sie bei zwei Filmen erfolgreich mit Regisseur Henry King. 1926 wirkte Gish unter King Vidor mit John Gilbert in Mimi mit und drehte später im Jahr die Literaturverfilmung Der scharlachrote Buchstabe. Beide Filme waren finanziell erfolgreich. Das Aufkommen von Greta Garbo und Norma Shearer änderte jedoch ihr Gewicht in der Studiohierarchie. Ihren letzten künstlerischen, wenn auch nicht finanziellen Erfolg als Hauptdarstellerin hatte sie 1928 unter Regie von Victor Sjöström in Der Wind, in dem sie eine junge, sensible Frau darstellt, die langsam dem Wahnsinn verfällt und einen Mann in Notwehr tötet. Mit dem Aufkommen des Tonfilms Ende der 1920er Jahre änderte sich auch der Publikumsgeschmack sehr rasch. Gish wurde nun in den Augen der Zuschauer zu einer Repräsentantin einer vergangenen Zeit und trat in den folgenden sechs Jahrzehnten nur noch in unregelmäßigen Abständen in Filmen auf. Umso mehr arbeitete sie wieder am Theater. Politisch war Gish Republikanerin und unterstützte unter anderem mit Warren G. Harding, Calvin Coolidge und Herbert C. Hoover die zu dieser Zeit progressiveren Präsidentschaftskandidaten. Außerdem engagierte sich die Pazifistin beim America First Committee, eine isolationistische Bewegung, die 1940/41 die Teilnahme der Vereinigten Staaten am Zweiten Weltkrieg zu verhindern suchte.
In Vidors Western Duell in der Sonne spielte Gish mit Lionel Barrymore ein Ehepaar, dessen Söhne, dargestellt von Gregory Peck und Joseph Cotten, in dasselbe Mädchen verliebt sind. Ihr Auftritt brachte der Schauspielerin auf der Oscarverleihung 1947 die Nominierung für einen Oscar als beste Nebendarstellerin. Seit den frühen 1950er Jahren war Gish auch immer wieder in Fernsehrollen zu sehen. 1955 verteidigte sie in Charles Laughtons Thriller Die Nacht des Jägers zwei Kinder vor einem von Robert Mitchum gespielten Mörder. In der Folgezeit spielte Gish unter anderem 1960 mit Burt Lancaster und Audrey Hepburn in John Hustons Denen man nicht vergibt. In Robert Altmans starbesetzter Gesellschaftssatire Eine Hochzeit spielte Gish eine alte Dame, deren überraschender Tod die titelgebende Hochzeit überschattet. Ihre letzte Filmrolle übernahm sie – mit 93 Jahren – neben Bette Davis im Altersdrama Wale im August (1987), für das sie vom National Board of Review mit dem Preis als Beste Hauptdarstellerin bedacht wurde.
Auf der Oscarverleihung 1971 erhielt Gish einen Ehrenoscar für ihr Lebenswerk. In den 1970er Jahren trat sie zunehmend für Bewahrung des filmischen Erbes und die Stummfilmrestauration ein. Sie verfasste zahlreiche Bücher über ihre Arbeit mit Griffith, in denen sie dessen Bedeutung für die technische und künstlerische Entwicklung des Films betonte. Hierzu hielt sie Vorträge in Universitäten und Filmklubs. Gish veröffentlichte mehrere Bücher mit Lebenserinnerungen. Sie war nie verheiratet und hatte keine Kinder, aber unter anderem eine Beziehung mit dem Theaterkritiker George Jean Nathan. Sieben Monate vor ihrem 100. Geburtstag verstarb sie 1993 an Herzversagen.
Ein Stern auf dem Hollywood Boulevard, Höhe 1720 Vine Street, erinnert an die Schauspielerin. Nach ihr und ihrer Schwester ist der hochdotierte Kulturpreis Dorothy and Lillian Gish Prize benannt.

## Filmografie (Auswahl)
- 1912: An Unseen Enemy (Kurzfilm)
- 1912: Two Daughters of Eve (Kurzfilm)
- 1912: So Near, Yet So Far (Kurzfilm)
- 1912: In the Aisles of the Wild (Kurzfilm)
- 1912: The Painted Lady (Kurzfilm)
- 1912: The Musketeers of Pig Alley (Kurzfilm)
- 1912: Gold and Glitter (Kurzfilm)
- 1912: My Baby (Kurzfilm)
- 1912: Brutality (Kurzfilm)
- 1912: The New York Hat(Kurzfilm)
- 1912: The Burglar’s Dilemma (Kurzfilm)
- 1912: A Cry for Help (Kurzfilm)
- 1913: Oil and Water (Kurzfilm)
- 1913: The Unwelcome Guest (Kurzfilm)
- 1913: A Misunderstood Boy (Kurzfilm)
- 1913: The Left-Handed Man (Kurzfilm)
- 1913: The Lady and the Mouse (Kurzfilm)
- 1913: The House of Darkness (Kurzfilm)
- 1913: Just Gold (Kurzfilm)
- 1913: A Timely Interception (Kurzfilm)
- 1913: The Mothering Heart (Kurzfilm)
- 1913: During the Round-Up (Kurzfilm)
- 1913: An Indian’s Loyalty (Kurzfilm)
- 1913: A Woman in the Ultimate (Kurzfilm)
- 1913: A Modest Hero (Kurzfilm)
- 1913: So Runs the Way (Kurzfilm)
- 1913: Madonna of the Storm (Kurzfilm)
- 1913: The Conscience of Hassan Bey (Kurzfilm)
- 1913: Die Waisen der Ansiedlung (The Battle at Elderbush Gulch, Kurzfilm)
- 1914: The Green-Eyed Devil (Kurzfilm)
- 1914: The Hunchback (Kurzfilm)
- 1914: The Battle of the Sexes
- 1914: The Quicksands (Kurzfilm)
- 1914: Home, Sweet Home
- 1914: The Rebellion of Kitty Belle (Kurzfilm)
- 1914: Lord Chumley (Kurzfilm)
- 1914: The Angel of Contention (Kurzfilm)
- 1914: Man’s Enemy (Kurzfilm)
- 1914: The Tear That Burned (Kurzfilm)
- 1914: The Folly of Anne (Kurzfilm)
- 1914: The Sisters (Kurzfilm)
- 1914: A Duel for Love (Kurzfilm)
- 1914: Judith von Bethulien (Judith of Bethulia)
- 1915: His Lesson (Kurzfilm)
- 1915: Die Geburt einer Nation (The Birth of a Nation)
- 1915: The Lost House (Kurzfilm, Verschollen)
- 1915: Enoch Arden (Kurzfilm)
- 1915: Captain Macklin (Kurzfilm, Verschollen)
- 1914: The Lily and the Rose
- 1916: Daphne and the Pirate (Kurzfilm)
- 1916: Sold for Marriage (Kurzfilm)
- 1916: An Innocent Magdalene (Kurzfilm, Verschollen)
- 1916: Intoleranz (Intolerance: Love’s Struggle Throughout the Ages)
- 1916: Diane of the Follies (Verschollen)
- 1916: The Children Pay
- 1916: The House Built Upon Sand (Verschollen)
- 1916: Pathways of Life (Kurzfilm)
- 1917: Souls Triumphant (Verschollen)
- 1918: Hearts of the World
- 1918: The Great Love (Verschollen)
- 1918: Lillian Gish in a Liberty Loan Appeal (Kurzfilm, Verschollen)
- 1918: The Greatest Thing in Life (Verschollen)
- 1919: A Romance of Happy Valley
- 1919: Gebrochene Blüten (Broken Blossoms)
- 1919: True Heart Susie
- 1919: The Greatest Question
- 1920: Remodeling Her Husband (als Regisseurin, Verschollen)
- 1920: Weit im Osten (Way Down East)
- 1921: Zwei Waisen im Sturm (Orphans of the Storm)
- 1923: Die weiße Schwester (The White Sister)
- 1924: Die Hochzeit von Florenz (Romola)
- 1926: Mimi (La Bohème)
- 1926: Der scharlachrote Buchstabe (The Scarlet Letter)
- 1927: Annie Laurie – Ein Heldenlied vom Hochland (Annie Laurie)
- 1927: Der Herzschlag der Welt (The Enemy)
- 1928: Der Wind (The Wind)
- 1930: One Romantic Night
- 1933: His Double Life
- 1942: Commandos Strike at Dawn
- 1943: Top Man
- 1946: Miss Susie Slagle’s
- 1946: Duell in der Sonne (Duel in the Sun)
- 1948: Jenny (Portrait of Jennie)
- 1949: The Ford Theatre Hour (Fernsehserie, 1 Folge)
- 1949–1953: The Philco Television Playhouse (Fernsehserie, 3 Folgen)
- 1951: Celanese Theatre
- 1951–1954: Robert Montgomery Presents (Fernsehserie, 2 Folgen)
- 1952: Schlitz Playhouse of Stars (Fernsehserie, 1 Folge)
- 1953: The Trip to Bountiful
- 1954: Campbell Playhouse (Fernsehserie, 1 Folge)
- 1955: Die Verlorenen (The Cobweb)
- 1955: Die Nacht des Jägers (The Night of the Hunter)
- 1955: Kraft Television Theatre (Fernsehserie, 1 Folge)
- 1955: Playwrights ’56 (Fernsehserie, 1 Folge)
- 1956: Ford Star Jubilee (Fernsehserie, 1 Folge)
- 1956: The Alcoa Hour (Fernsehserie, 1 Folge)
- 1958: Der lautlose Krieg (Orders to Kill)
- 1960: Play of the Week (Fernsehserie, 1 Folge)
- 1960: Denen man nicht vergibt (The Unforgiven)
- 1961: The Ed Sullivan Show (Fernsehserie, 1 Folge)
- 1961: The Spiral Staircase (Fernsehfilm)
- 1961: Theatre ’62 (Fernsehserie, 1 Folge)
- 1962–1964: Preston & Preston (Fernsehserie, 2 Folgen)
- 1963: Mr. Novak (Fernsehserie, 1 Folge)
- 1963: Breaking Point (Fernsehserie, 1 Folge)
- 1964: Alfred Hitchcock zeigt (The Alfred Hitchcock Hour, Fernsehserie, 1 Folge)
- 1966: Vierzig Draufgänger (Follow Me, Boys)
- 1967: Der Todesschuß (Warning Shot)
- 1967: Die Stunde der Komödianten (The Comedians)
- 1969: Arsenic and Old Lace (Fernsehfilm)
- 1976: Twin Detectives (Fernsehfilm)
- 1978: Eine Hochzeit (A Wedding)
- 1978: Sparrow (Fernsehfilm)
- 1981: Love Boat (Fernsehserie, 1 Folge)
- 1981: Thin Ice (Fernsehfilm)
- 1983: Hobson’s Choice (Fernsehfilm)
- 1983: Hambone und Hillie (Hambone and Hillie)
- 1986: American Playhouse (Fernsehserie, 1 Folge)
- 1986: Sweet Liberty
- 1987: Wale im August (The Whales of August)

## Bücher
Autobiographien:
- The Movies, Mr. Griffith, and Me (mit Ann Pinchot) (Prentice-Hall, 1969)
- Dorothy and Lillian Gish (Charles Scribner’s Sons, 1973)
- An Actor’s Life For Me (mit Selma G. Lanes) (Viking Penguin, 1987)

Biographien:
- Lillian Gish an Interpretation – Edward Wagenknecht (University of Washington, 1927)
- Life and Lillian Gish – Albert Bigelow Paine (Macmillan, 1932)
- Lillian Gish: the Movies, Mr. Griffith and Me, ISBN 0-491-00103-7, W.H. Allen 1969, und ISBN 0-916515-40-0 Mercury House, 1988.
- Star Acting – Gish, Garbo, Davis – Charles Affron (E.P. Dutton, 1977)
- A Moment with Miss Gish – Peter Bogdanovich (Santa Teresa Press, 1995)
- Lillian Gish A Life on Stage and Screen – Stuart Oderman (McFarland & Company, 2000)
- Lillian Gish Her Legend, Her Life – Charles Affron (Scribner, 2001)

## Film
Jeanne Moreau drehte zusammen mit dem Kameramann Tom Hurwitz ein Filmporträt der Schauspielerin unter dem Titel Lillian Gish (1984). Jeanne Moreau besuchte die Schauspielerin 1983 in ihrem Appartement und befragte den Stummfilmstar über ihre Karriere, die Erfahrungen in Hollywood und ihre Ansichten zum Film überhaupt.

## Auszeichnungen

### Oscar
- Oscarverleihung 1947 – Nominierung in der Kategorie Oscar/Beste Nebendarstellerin für Duell in der Sonne
- Oscarverleihung 1971 – Ehrenoscar für ihr Lebenswerk

### Golden Globe Award
- Golden Globe Awards 1968 – Nominierung als Beste Nebendarstellerin für Die Stunde der Komödianten

### Weitere Auszeichnungen
- 1984: AFI Life Achievement Award für ihr Lebenswerk
- 1987: London Critics’ Circle Film Award für ihr Lebenswerk
- 1987: National Board of Review Award als Beste Hauptdarstellerin für Wale im August
- 1987: Ehrenpreis des National Board of Review für ihr Lebenswerk

Außerdem wählte das American Film Institute sie auf Platz 17 der größten weiblichen amerikanischen Filmlegenden.